# سون جوهانسون (ورزشکار)
سون جوهانسون (انگلیسی: Sven Johansson؛ زادهٔ ۱ ژانویهٔ ۱۹۴۵) ورزشکار ورزش تیراندازی اهل سوئد است.
وی در مسابقات کشوری و بین‌المللی در مجموع برندهٔ ۲ مدال برنز شده‌است.